# Sylvia Smit
Sylvia Smit (ur. 4 lipca 1986 w Stadskanaal) – holenderska piłkarka, grająca na pozycji pomocnika, wielokrotna reprezentantka Holandii.

## Kariera piłkarska

### Kariera klubowa
Wychowanka klubów SETA (z Musselkanaal), SPW (z Stadskanaal) i SC Stadskanaal. W 2002 rozpoczęła swoją karierę zawodową w Oranje Nassau. Po trzech latach przeprowadziła się do Be Quick ’28, gdzie grała przez następne dwa sezony. W 2007 roku przeniosła się do FC Twente. W 2008 roku dołączyła do Sc Heerenveen, gdzie grała przez kolejne trzy lata. W 2011 została piłkarką FC Zwolle, który rok później zmienił nazwę na PEC Zwolle. 1 sierpnia 2014 roku wróciła do Sc Heerenveen, podpisując jednoroczny kontrakt. 11 czerwca 2015 roku ogłoszono, że dołącza do DTS Ede w holenderskiej Topklasse.

### Kariera reprezentacyjna
6 sierpnia 2004 roku zadebiutowała w holenderskiej kadrze narodowej w przegranym 0:2 meczu towarzyskim z Japonkami. Wcześniej broniła barw juniorskiej reprezentacji Holandii.

## Sukcesy i odznaczenia

### Sukcesy klubowe
Oranje Nassau
- zdobywca Pucharu Holandii: 2004/05

FC Twente
- zdobywca Pucharu Holandii: 2007/08

DTS Ede
- mistrz Topklasse: 2015/16

### Sukcesy indywidualne
- królowa strzelców Hoofdklasse: 2006/07
- królowa strzelców Eredivisie: 2008/09 i 2009/10 (wspólnie z Chantal de Ridder)